# Pane Barbari

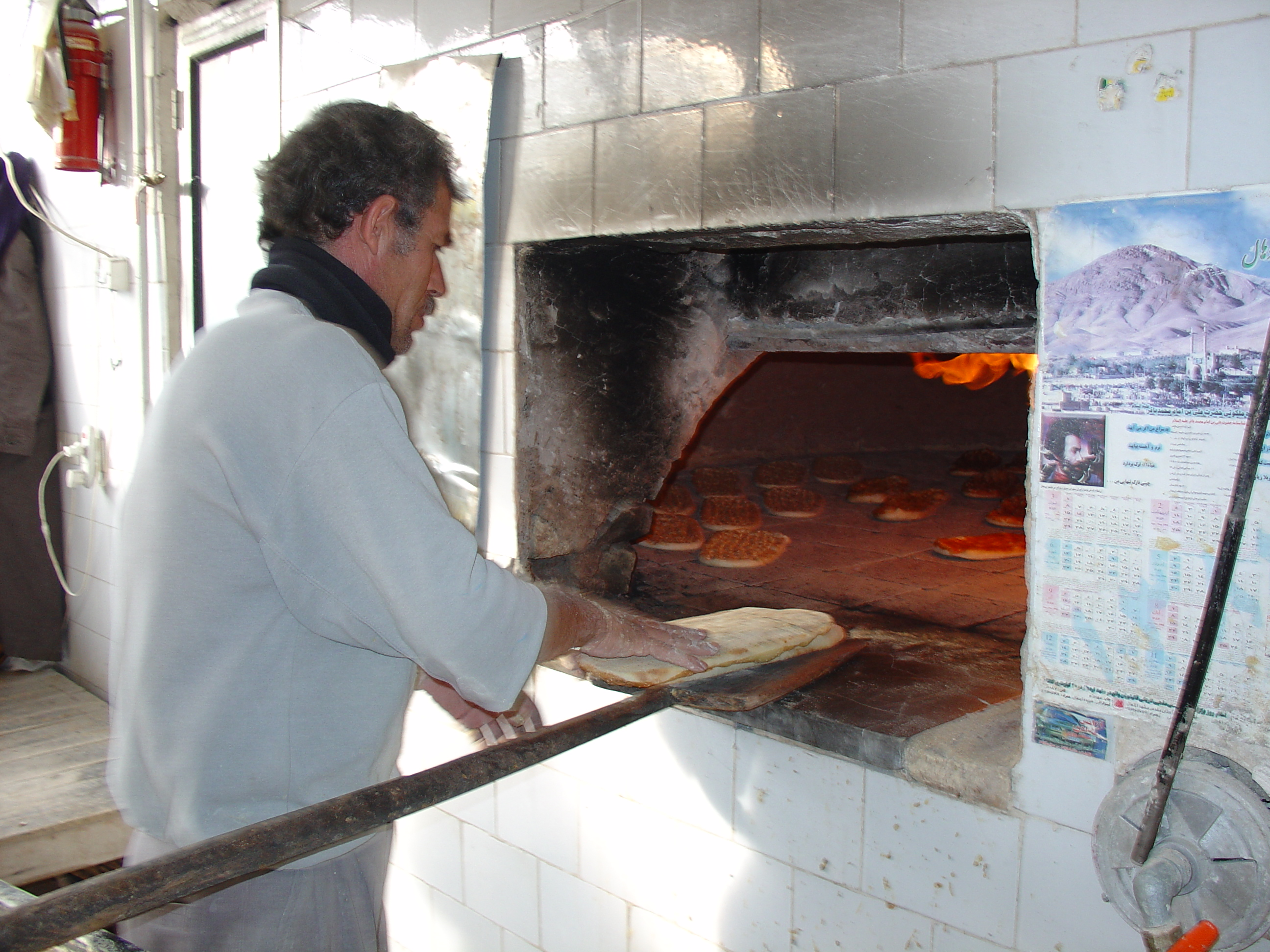
Un fornaio cuoce il pane barbari in un forno tradizionale

Il pane Barbari (Lingua persiana: نان بربری traslitterato: nân-e barbari) è un tipo di pane lievitato usato dagli Hazara in Afghanistan e in Iran. Ha la consistenza di una focaccia molto spessa ed è comunemente condita con semi di sesamo o cumino nero.
Una sua caratteristica è la copertura croccante simile ai pretezel, dovuta alla reazione di Maillard che avviene durante la cottura.
Prima della cottura viene glassato con una miscela di bicarbonato di sodio, farina e acqua.